# 日本大学豊山中学校・高等学校
日本大学豊山中学校・高等学校（にほんだいがくぶざんちゅうがっこう・こうとうがっこう）は、東京都文京区大塚五丁目に所在し、中高一貫教育を提供する私立中学校・高等学校。
高等学校において、中学校から入学した内部学生生徒と高等学校から入学した外部進学生徒との間で、高等学校第2学年から混合してクラスを編成する併設型中高一貫校。通称「日大豊山」、「豊山」。現在、日本大学の系列校で唯一の男子校である。

## 概要
日本大学系列の付属校には、大きく分けて学校法人日本大学が設置する正付属校と学校法人日本大学とは別法人が経営する特別付属校と準付属校があるが、日大豊山は学校法人日本大学が設置する正付属校である。同校は多くの生徒が日大へ推薦入学できるため、部活動が概して盛んで全国レベルのものも多い。新校舎完成に伴い平成27年4月からの入学者については中学校入学者の定員を増加し、高校入学者と混成にしない6年間完全中高一貫化を実施し、国公立大学、難関私立大学、日大医学部等難関学部への入学をサポートすることが決定されている。
前身は古く、1872年（明治5年）に護国寺に設置された真言宗「宗学林」。さらに「宗学林」は1887年（明治20年）に真言宗新義派中学林および大学林（大学林は正式名称を真言宗新義派大学林。これが後の豊山大学となり、大正大学へ組み込まれた。また中学林の正式名称は真言宗新義派大学林附属予備前中学林という）に改組され1903年（明治36年）には中学林が豊山中学として認可された。
現在の日大豊山校歌は詩人で日大芸術学部教授であった神保光太郎の作詞であるが、旧制豊山中学校校歌の作詞は北原白秋であった。
豊山中学は、大正期創立の旧制日大中（現日大一高）より創立は古く、現在の日大付属校では最も歴史のある学校である。日大系列となった経緯は、新学制の豊山中学高校時代に、戦後日大一高、二高、三高といったその付属校を失い(日大四中は日本大学からの分離独立を免れ日本大学中学校・高等学校として現在も横浜市港北区に日大が設置している正付属校として存在している)、再び付属校の再編成を計画していた日大へ護国寺から譲渡されることになったことに始まり、1952年（昭和27年）には校名を日大豊山とし、日本大学に1954年（昭和29年）に完全に吸収されることになった。このとき護国寺側から豊山の校名は必ず継承するよう要望があったことで、日本大学移管後の現在も豊山中学高校の名は受け継がれている。
豊山中学・高校の同窓生は旧制豊山中学からの卒業生からの通算制となっており、同窓会会長も旧制豊山中学卒で護国寺住職の岡本氏。豊山中学・高校の歴史の中では定時制課程（男女共学）も併設していたが1970年（昭和45年）に募集が停止され、1976年（昭和51年）には廃止された。
また板橋区中台にある日本大学豊山女子中学校・高等学校は日大豊山高校から分離独立した高校であり、1982年(昭和57年)の4月独立時まで日大豊山とは校長を同じくしていた。日大豊山高校のグラウンドや総合体育施設は豊山女子高校に隣接しており、主に体育祭、野球部やサッカー部などの活動が行なわれている。また高校1年生時では陸上や野球、サッカーなど（週1回）の体育授業が同校の専属バスを利用してそのグラウンドに行き行われる。それら施設は通称として中台グラウンドや中台と呼ばれている。
最寄駅は有楽町線護国寺駅。同駅の1番出口から徒歩で30秒という好立地にあり、生徒・教職員の大半が利用する。
当校ではiPadが生徒全員に配布されている。
ただし設定や他アプリケーションやWeb閲覧などの制限がかなり厳しく、大半の機能は使用できなくなっている。

## 沿革
4月から始まり3月までを1年とする。
- 1872年（明治5年）10月 - 護国寺内に真言宗「宗学林」創設
- 1887年（明治20年） - 宗学林が真言宗新義派中学林・大学林となる（大学林は後に豊山大学と改称され大正大学設置の際の前身大学の一つとなる）
- 1903年（明治36年）11月 - 私立豊山中学校認可（この年をもって現在は創立年としている）[2]
- 1941年（昭和16年）4月 - 3年制夜間の豊山第二中学校を併設
- 1946年（昭和21年）3月 - 旧制最終入学式
- 1948年（昭和23年）3月 - 旧制豊山中学校および旧制豊山第二中学校廃止
- 1948年（昭和23年）4月 - 新制豊山高等学校(全日制は普通科男子、定時制は共学)発足
- 1949年（昭和24年）4月 - 新制豊山中学校(全日制男子)募集開始および高校に商業科増設
- 1950年（昭和25年）4月 - 高校に全日制女子学級を増設
- 1952年（昭和27年）11月 - 学校法人日本大学豊山学園として日本大学へ移設契約する（普通科全日制および定時制）
- 1953年（昭和28年）3月 - 全日制女子学級の募集を停止
- 1954年（昭和29年）5月 - マラソン大会が始まる
- 1954年（昭和29年）8月 - 学校法人日本大学に吸収合併され日大と同一法人「日本大学豊山中学校・高等学校」(付属校)となる
- 1959年（昭和34年）4月 - 新校歌制定
- 1961年（昭和36年）3月 - 2号館新築竣工
- 1961年（昭和36年）9月 - 3号館新築竣工
- 1963年（昭和38年）3月 - 4号館新築竣工
- 1964年（昭和39年）10月 - 東京オリンピック見学
- 1965年（昭和40年）7月 - スクールバス購入、千葉県(九十九里浜)野栄学寮新築竣工
- 1966年（昭和41年）3月 - 板橋区中台に日本大学豊山女子高等学校開校（当初は全日制普通科のみ、その後、家政科(後に廃止)、理数科も設置した）、初代校長から豊山高校校長が兼務し牛山栄治が豊山女子高校初代校長となる
- 1969年（昭和44年）12月 - スキー教室開く
- 1970年（昭和45年） - 定時制課程募集停止、在学中の2,3年生については都立竹早高校へ転出措置された
- 1971年（昭和46年）3月 - 定時制は4年生の卒業を待って休校となる
- 1976年（昭和51年） - 休校の定時制課程は廃止となる
- 1977年（昭和52年）11月 - 五号館新築竣工
- 1982年（昭和57年）3月 - 日本大学豊山女子高等学校分離独立
- 1989年（平成元年）9月 - 1号館屋上のプラネタリウムが、五藤光学研究所製GS-AT型に更新される（更新以前は　Venus-SIII型）。
- 1994年（平成6年）4月 - 体育クラス設置
- 1996年（平成8年） - 千葉県（九十九里浜）野栄学寮閉寮（平成12年解体）
- 2000年（平成12年）8月 - 野球部が第82回全国高等学校野球選手権大会（夏の甲子園）に初出場。
- 2004年（平成16年） - 下校ソング普及キャンペーンに応募し当時無名に近かったmihimaru GTが来校。
- 2007年（平成19年）11月22日 - ダライ・ラマ法王14世来校、講演。
- 2012年（平成24年）7月17日 - ロッテ爽中高生応援キャンペーンの一環でももいろクローバーZが来校。
- 2012年（平成24年）9月 - 校舎全面建て替えに伴い高校を同地隣接の仮設校舎、中学校を王子（最寄り駅：王子神谷駅、旧北区立桜田中学校跡地）に部分移転。
- 2015年（平成27年） - 新校舎竣工により、中高とも新校舎での授業開始

## 体育大会・文化祭
中高別で「体育大会」と「校内体育大会」が行われる。「豊山祭」と呼ばれる文化祭が行われる。毎年秋に行われ、約8000人の来場者がある。

## 部活動
部活動は現在は陸上競技部、野球部、水泳部、バスケットボール部、ソフトテニス部、卓球部、自転車部、サッカー部等が盛んである。特に野球部は甲子園出場の実績、水泳部OBからは、多数のオリンピック選手を輩出。吹奏楽部も数々の入賞経験を持つ。同校出身のオリンピック選手は、関係者一覧を参照。

## アクセス
- 東京メトロ有楽町線 護国寺駅1番出口より徒歩すぐ
- 東京メトロ丸ノ内線 新大塚駅より徒歩10分
- 都電荒川線（東京さくらトラム） 東池袋四丁目停留場より徒歩10分
- 都営バス 都02乙 護国寺前停留所より徒歩すぐ